# August Ignatz Grosz

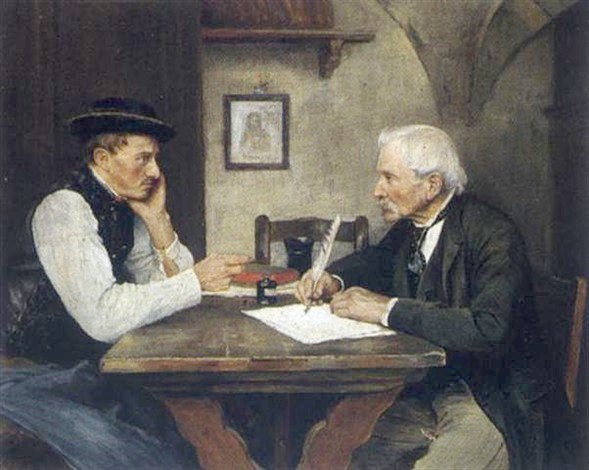
Beim Dorfschreiber

August Ignatz Grosz (* 17. Juli 1847 in Wien, Kaisertum Österreich; † 15. August 1917 in Wien-Lainz, Österreich-Ungarn) war ein österreichischer Genre- und Landschaftsmaler sowie Radierer.

## Leben
Grosz studierte zunächst an der Wiener Universität Naturwissenschaften, dann ab 1868 an der Akademie der bildenden Künste Wien bei Albert Zimmermann und Eduard Peithner von Lichtenfels Malerei, wo er auch mit der goldenen Füger-Medaille ausgezeichnet wurde.
Er unternahm Studienreisen durch Deutschland sowie nach Frankreich, Italien und Nordafrika. Nach der Rückkehr war er in Wien als freischaffender Künstler tätig.
Seit 1872 stellte er auf der Wiener Ausstellung seine Werke mit Motiven aus Oberbayern, Rom und Venedig aus. Ab 1873 war er Mitglied des Wiener Künstlerhauses.